# Hirano Maru
«Hirano Maru» — японское транспортное судно, эксплуатировавшееся судоходной компанией «Nippon Yūsen Kaisha». Оно было построено на верфи «Mitsubishi Dockyard and Engine Works» в Нагасаки, и курсировало по маршруту Иокогама — Ливерпуль с 1908 года. 4 октября 1918 года, следуя через Кельтское море после выхода из Ливерпуля, оно было торпедировано немецкой подводной лодкой UB-91. Судно затонуло. Жертвами стали 291 человек из 320 пассажиров и членов экипажа. Мемориалы погибшим были установлены на валлийских кладбищах, где некоторые из них были похоронены.

## Строительство и эксплуатация
«Hirano Maru» был построен на верфи «Mitsubishi Dockyard and Engine Works» в Нагасаки, для судоходной линии «Nippon Yūsen Kaisha» (NYK). Его корпус был сделан из стали и был разделён семью переборками. «Hirano Maru» имел размеры 144,40 м в длину, 16,64 м в ширину и 9,53 м в глубину. Его регистровый тоннаж составляла 8520 тонн. «Hirano Maru» имел пассажирскую палубу длиной 19 м, шлюпочную палубу длиной 54 м и бак длиной 20 м. В движение судно приводилось двумя винтами, приводимыми в движение шестью котлами и шестицилиндровой паровым двигателем тройного расширения мощностью 973 л.с.
«Hirano Maru» был доставлен в Нью-Йорк в 1908 году и курсировал по маршруту Иокогама — Ливерпуль. Портом приписки был Токио. В 1913 году цейлонский буддийский писатель Анагарика Дхармапала путешествовал на «Hirano Maru» по пути на Цейлон после визита к филантропу Мэри Робинсон Фостер.

## Гибель

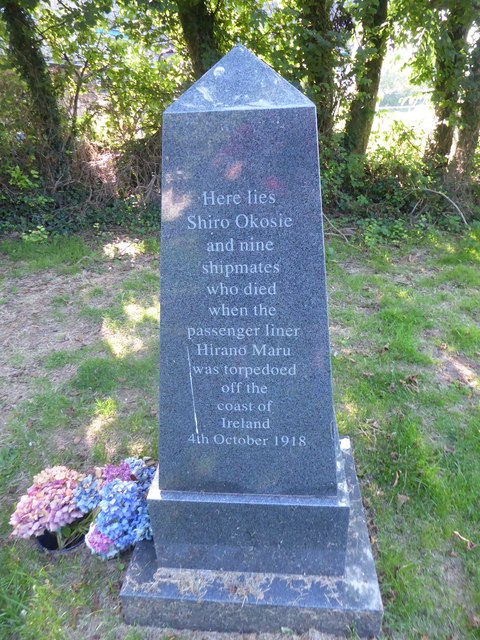
Мемориал в Энгле

Во время Первой мировой войны Япония была союзником Великобритании; в это время «Hirano Maru» продолжал курсировать по маршруту из Иокогамы в Ливерпуль. В 1918, в последнем рейсе корабля из Японии, на борту находился Джехангир Р. Д. Тата, тогда ещё ребёнок, отправившийся с семьёй из Японии в Коломбо (Цейлон). После прибытия в Великобританию «Hirano Maru», 1 октября отправился из Ливерпуля в Иокогаму под командованием британского офицера Гектора Фрейзера. Фрейзер уже 25 лет служил в NYK и был награждён японским правительством Орденом Восходящего Солнца за заслуги во время японо-китайской и Русско-японской войн.
В своём последнем рейсе «Hirano Maru» перевозил 320 человек, около двух третей из которых составляли члены экипажа, а остальные были пассажирами (включая детей), а также корабль перевозил смешанный груз. Конвои использовались во время войны для защиты торговых судов от атак немецких подводных лодок, и «Hirano Maru» присоединился к конвою OE-23 2 октября. Следующим портом на пути должен был стать Дурбан в Южной Африке. Конвой сопровождал американский эсминец USS Sterett под командованием коммандера Аллана С. Фаркухара.
4 октября конвой находился в Кельтском море в точке с координатами 51°12′ с. ш. 7°0′ з. д. примерно в 320 км к югу от Ирландии, проходя сквозь шторм. Конвой был замечен подводной лодкой UB-91 в 05:05, и её командир, капитан Вольф Ганс Хартвиг, приказал выпустить две торпеды по «Hirano Maru». Лайнер затонул в течение семи минут, слишком быстро, чтобы спустить на воду спасательные шлюпки, а те, что успели всплыть, были разбиты штормом о корпус; сотни выживших были смыты в море.
USS Sterett лёг в дрейф в 7:05, чтобы спасти выживших, но прекратил спасение, после того как был сделан ещё один пуск торпед подводной лодкой. Фаркуар атаковал UB-91 глубинными бомбами, но она погрузилась на недостаточно низкую для бомб глубину и сумела скрыться. Задержка со спасением, вызванная этой атакой, привела к тому, что большинство выживших погибли от переохлаждения. Спасательная операция была прекращена в 7:58, и удалось спасти лишь 29 выживших. Среди погибших были капитан Фрейзер и японский офицер подполковник Синтаро Ямамото. Гибель «Hirano Maru» стала крупнейшей потерей человеческих жизней на японском торговом судне за всю войну. У многих погибших нет известных могил, но 11 тел были выброшены на берег в валлийском Пембрукшире, и похоронены на местных кладбищах, а также некоторые тела выбросило на берег в Ирландии.
Битва за Атлантику завершилась 20 октября, когда подводные лодки были отозваны в Германию для службы в составе флота. Война завершилась победой союзников 11 ноября. Фаркуар был отмечен за свою работу с конвоями и попытку спасения выживших с «Hirano Maru» крестом Военно-морских сил. К 1922 году у NYK уже было судно-заменитель, также названное «Hirano Maru».

## Мемориалы

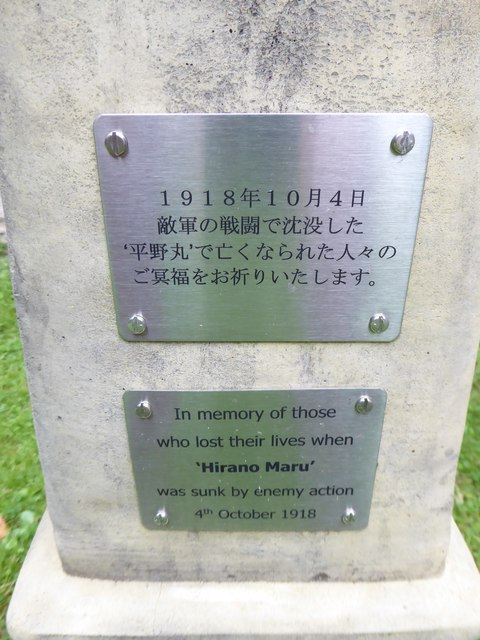
Фрагмент мемориальных досок на мемориале Святого Измаила

Деревянный мемориал с надписью на японском языке в честь десяти неизвестных моряков был установлен на кладбище церкви Святой Марии в Энгле, графство Пембрукшир, через 11 дней после гибели корабля, чтобы отметить могилы попавших на берег.  К 2018 году мемориал сгнил и был заменён гранитным, установленным на средства местных жителей к столетию со дня гибели. Новый мемориал включает в себя надпись на японском, валлийском и английском языках, посвящённую Широ Окоси и девяти неизвестным морякам. Мемориал был открыт принцем Ричардом, герцогом Глостерским, на мероприятии, на котором присутствовали сотрудники японского посольства в Лондоне, потомки погибших и представители NYK.
Ещё один мемориал в память о погибших при затоплении находится на кладбище церкви в деревне Святого Измаила в Пембрукшире. Это каменный обелиск с цветами на постаменте и табличками на английском и японском языках. Сигнальщик Алек Джон Ли из Королевского военно-морского резерва, служивший и погибший на «Hirano Maru», похоронен на кладбище Милфорд-Хейвен в могиле, за которой ухаживает Комиссия по военным захоронениям Содружества. Имя капитана Фрейзера указано на лондонском  Мемориале Тауэр-Хилл.
Подводная лодка UB-91 пережила войну и сдалась британцам в Харидже после заключения перемирия. Впоследствии подводная лодка под командованием британского экипажа была отправлена в благотворительный поход по валлийским портам. В 1921 году она была разобрана на металлолом в Бритон-Ферри в Южном Уэльсе. Её палубное орудие было установлено как часть военного мемориала в Чепстоу, Монмутшир.